# Strona (Italia)
Strona (Stron-a in piemontese) è un comune italiano sparso di 921 abitanti della provincia di Biella in Piemonte.
La sede comunale è collocata in frazione Fontanella Ozino.

## Origini del nome
Il nome del comune deriva da quello del torrente Strona, che scorre poco a ovest del centro comunale. Il nome del corso d'acqua deriverebbe a sua volta da storn o strom, radici celtiche che stanno a indicare acqua corrente o fiume.

## Storia
Il paese di Strona era in origine, con Mezzana, Soprana, Casapinta e Crosa, uno dei cinque cantoni che componevano la comunità del Mortigliengo.
Fino al XIII secolo questo territorio rimase quasi deserto e fu sede di una estesa foresta, che attorno all'anno Mille l'imperatore Ottone III donò al vescovo di Vercelli.
L'insediamento umano nella zona divenne quindi più denso e si stabilizzò; la sede parrocchiale era a Mezzana e nel 1243 il territorio passò sotto il controllo del Comune di Vercelli.
Nel 1351 il Mortigliengo fu ceduto alla famiglia Visconti e da questa, nel 1373, tornò nuovamente alla curia vercellese.
Gli abitanti della zona, analogamente a quelli di Biella, fecero atto di dedizione a Casa Savoia per evitare di ricadere sotto la signoria del vescovo Giovanni Fieschi, inviso alla popolazione. Nel 1627 i centri abitati del Mortigliengo, che nel frattempo era stato elevato al rango di marchesato, si separarono tra di loro erigendosi in comuni autonomi; Strona rappresenta la parte occidentale dell'antica comunità.
A partire da fine Settecento gli abitanti di Strona incominciarono a dedicarsi alla tessitura della lana e della canapa, inizialmente con telai manuali. Questa attività crebbe di importanza e con la meccanizzazione, avvenuta nell'Ottocento essa divenne la più importante della zona, assicurando il sostentamento di buona parte della popolazione. 
Il Lanificio Rivetti Padre e Figlio, fondato nel 1866 dal nobile Giovanni Battista Rivetti-Badone, ha continuato la sua attività fino al 1985.

### Simboli
Lo stemma e il gonfalone sono stati concessi con decreto del presidente della Repubblica del 27 settembre 2021.
Il gonfalone è un drappo partito d'azzurro e di bianco.

## Società

### Evoluzione demografica
Abitanti censiti

## Infrastrutture e trasporti
Fra il 1891 e il 1958 la località era servita da una stazione della ferrovia Biella-Cossato-Vallemosso.

## Amministrazione

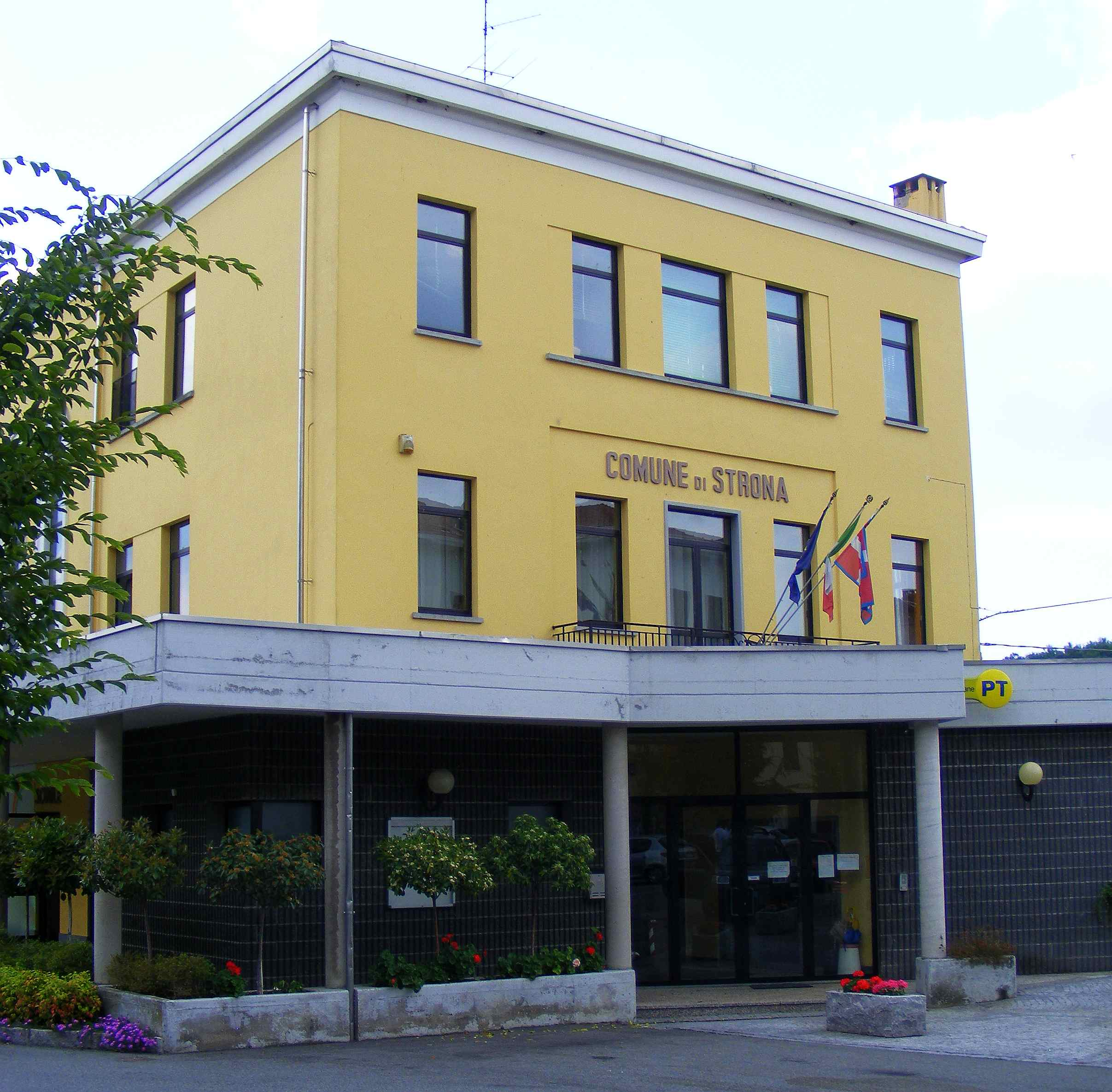
Il municipio

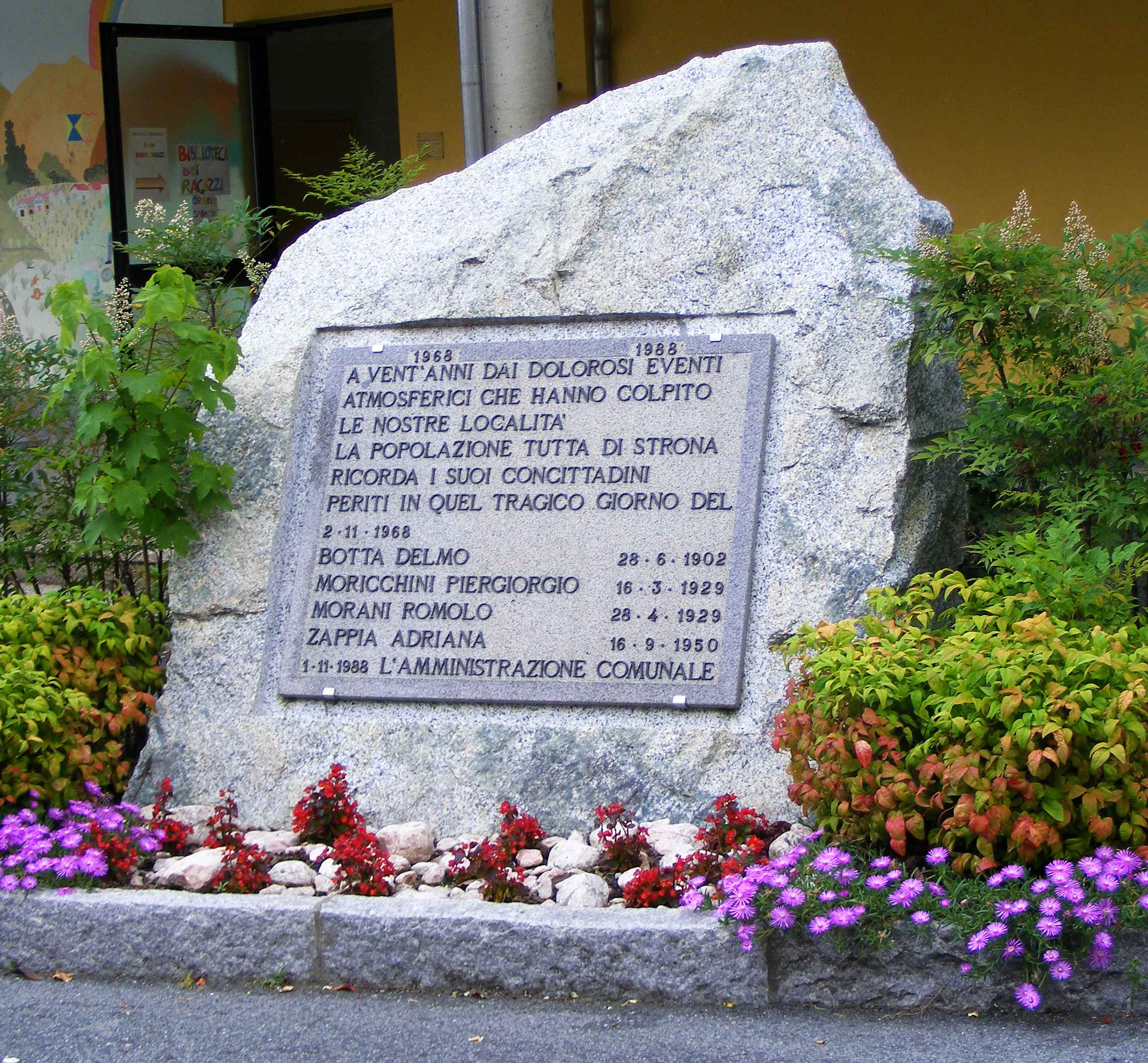
Lapide a ricordo della vittime dell'alluvione del 1968

| Periodo | Periodo   | Primo cittadino      | Partito                      | Carica  | Note |
| ------- | --------- | -------------------- | ---------------------------- | ------- | ---- |
| 2004    | 2009      | Pier Ettore Pellerey | lista civica                 | Sindaco |      |
| 2009    | 2014      | Fabrizio Morani      | lista civica Stronarcobaleno | Sindaco |      |
| 2014    | in carica | Davide Cappio        | lista civica Stronarcobaleno | Sindaco |      |

### Altre informazioni amministrative
Il comune ha fatto parte della Comunità montana Val Sessera, Valle di Mosso e Prealpi Biellesi, mentre fino al 2010 apparteneva alla Comunità montana Prealpi Biellesi, abolita in seguito all'accorpamento disposto dalla Regione Piemonte nel 2009.